# Frost line

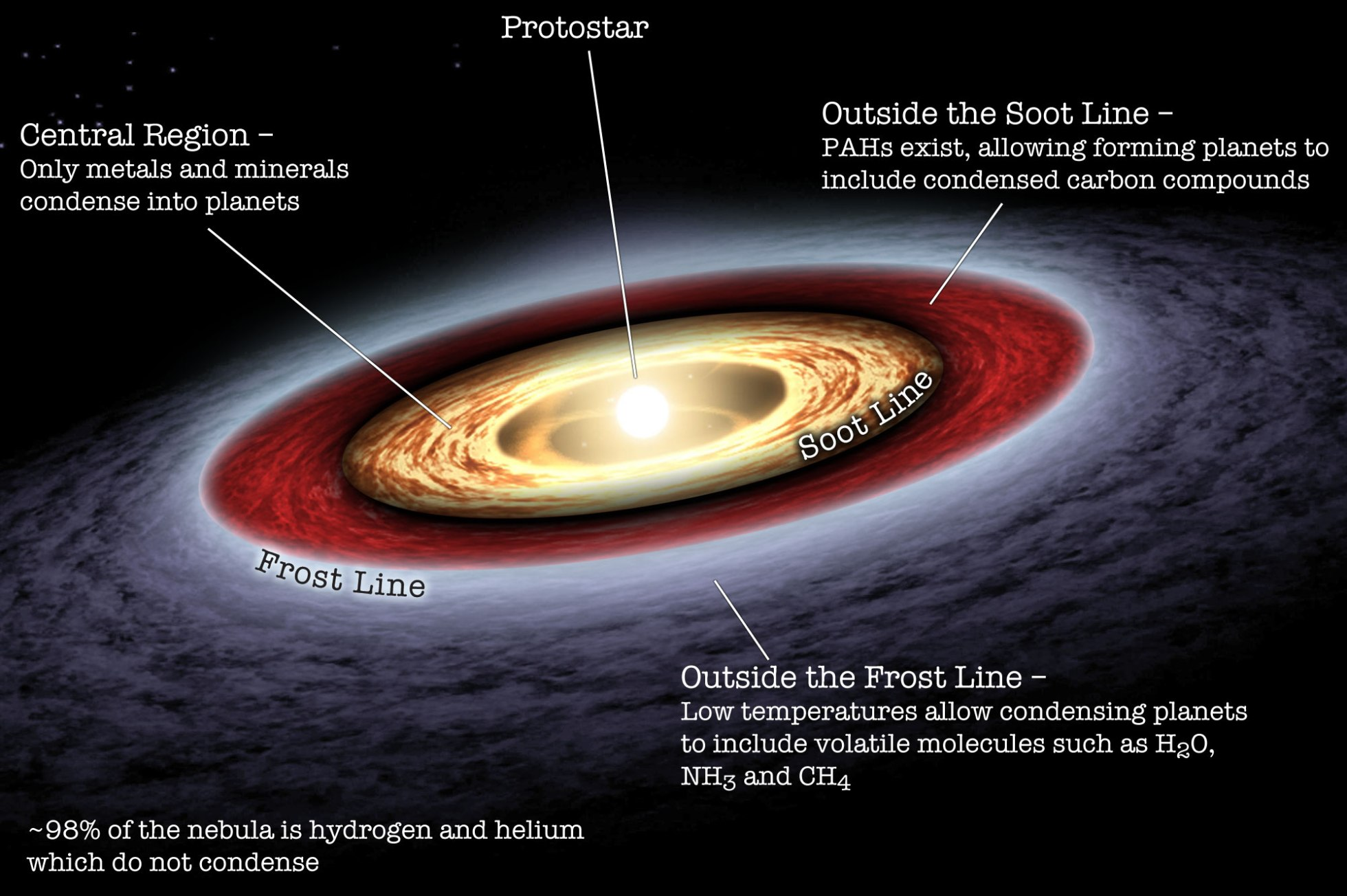
Una rappresentazione artistica che fornisce una semplice panoramica delle regioni principali di un disco protoplanetario, delimitato dalla soot line (linea di fuliggine - la separazione tra i campi di stabilità solidi e gassosi delle molecole vettore di carbonio) e la frost line, che ad esempio è stato osservato intorno alla stella V883 Orionis.

In astronomia e in planetologia, la locuzione frost line (nota anche come limite della neve) identifica la particolare distanza dalla giovane stella centrale all'interno di una nebulosa protoplanetaria in cui la temperatura è sufficientemente bassa da permettere ai composti contenenti idrogeno, come l'acqua, l'ammoniaca e il metano, di raggiungere lo stato solido. A seconda della densità, la temperatura si attesta su valori prossimi a 150 K. La posizione della frost line di un determinato sistema planetario varia a seconda della luminosità della stella; attualmente nel sistema solare la frost line si trova a circa 2,7 au, tra Marte e Giove, nel mezzo della cintura degli asteroidi. La locuzione è presa in prestito dalle scienze della Terra, ove indica la profondità alla quale solitamente una falda acquifera nel suolo si suppone congeli (profondità di congelamento o, per l'appunto, frost line).
La presenza di una temperatura inferiore nella nebulosa in corrispondenza della frost line rende disponibile in sua corrispondenza un maggior numero di granuli ghiacciati per l'accrescimento di planetesimi ed eventualmente pianeti. Questa linea costituisce inoltre una linea di demarcazione tra la regione del sistema planetario occupata dai pianeti terrestri e quella occupata dai giganti gassosi, dal momento che internamente alla linea i materiali più leggeri, quali i vari gas (idrogeno, elio, ammoniaca e metano), sono in gran parte spinti verso le regioni esterne dal vento e dalla radiazione della stella, lasciando in questa zona dunque solamente i materiali più densi e pesanti, come i metalli, che costituiscono una frazione infinitesimale della materia nebulare. Invece l'accumulo di questi materiali volatili oltre la frost line li ha resi disponibili per la formazione di giganti gassosi, composti prevalentemente da tali sostanze.